# Marché de Noël de Riquewihr
Le marché de Noël de Riquewihr est un marché de Noël traditionnel du village touristique et viticole de Riquewihr, sur la route des vins d'Alsace, dans le Haut-Rhin, en Alsace. Il a lieu tous les ans, durant la période de l'Avent, du 24 novembre à la veille de Noël, le 24 décembre. Son succès est en grande partie due au cadre alsacien médiéval fortifié typique et préservé, haut lieux pittoresque de tourisme alsacien.

## Historique
Riquewihr perpétue la tradition des Christkindelsmärik (Marché de Noël germanique de la Saint-Nicolas, traditionnel des cultures alsacienne et allemande, ou marché de l’Enfant Jésus en alsacien). Il est voisin de 5 km du marché de Noël de Ribeauvillé, 10 km du marché de Noël de Kaysersberg et 15 km du marché de Noël de Colmar ... 

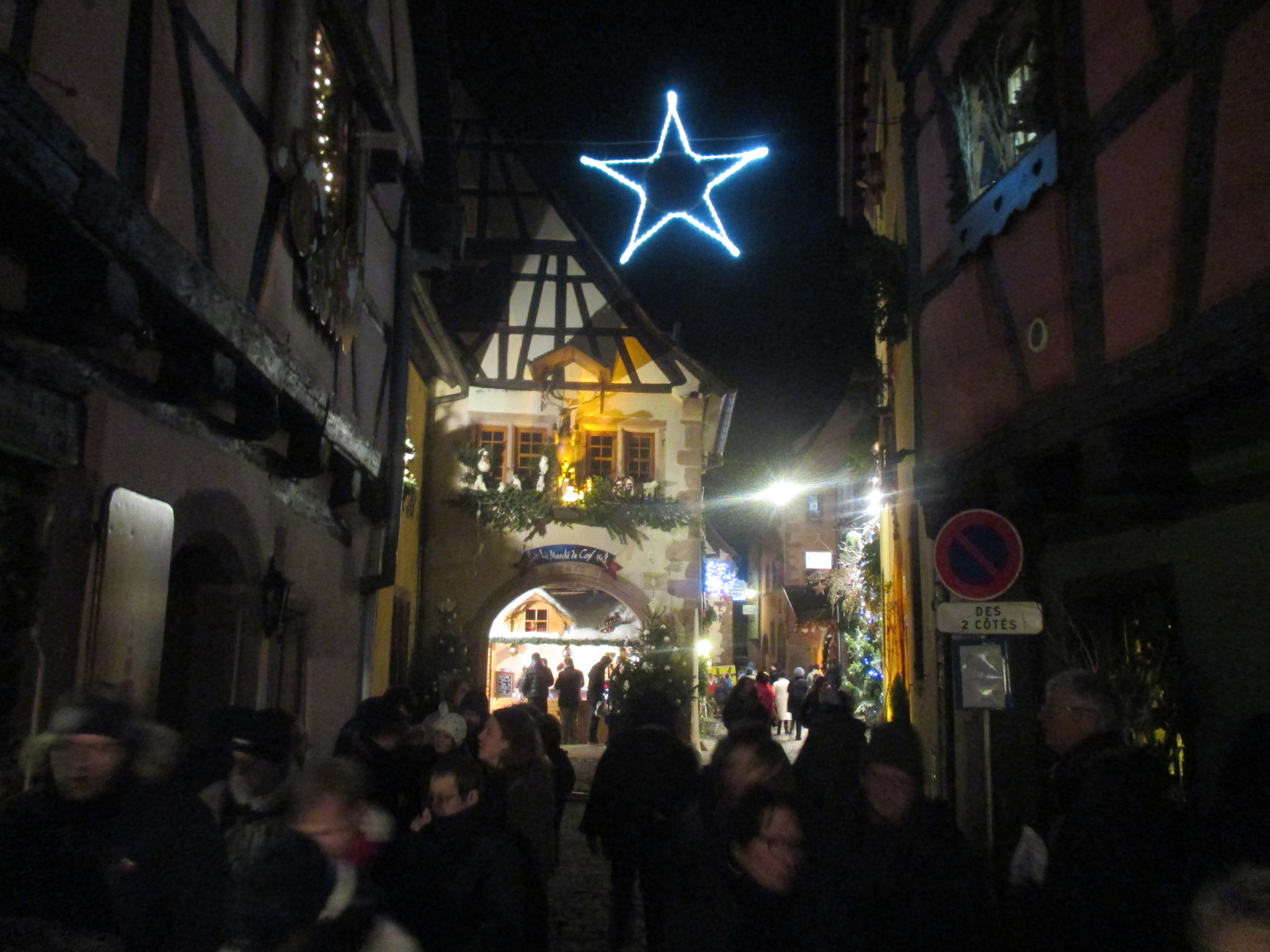
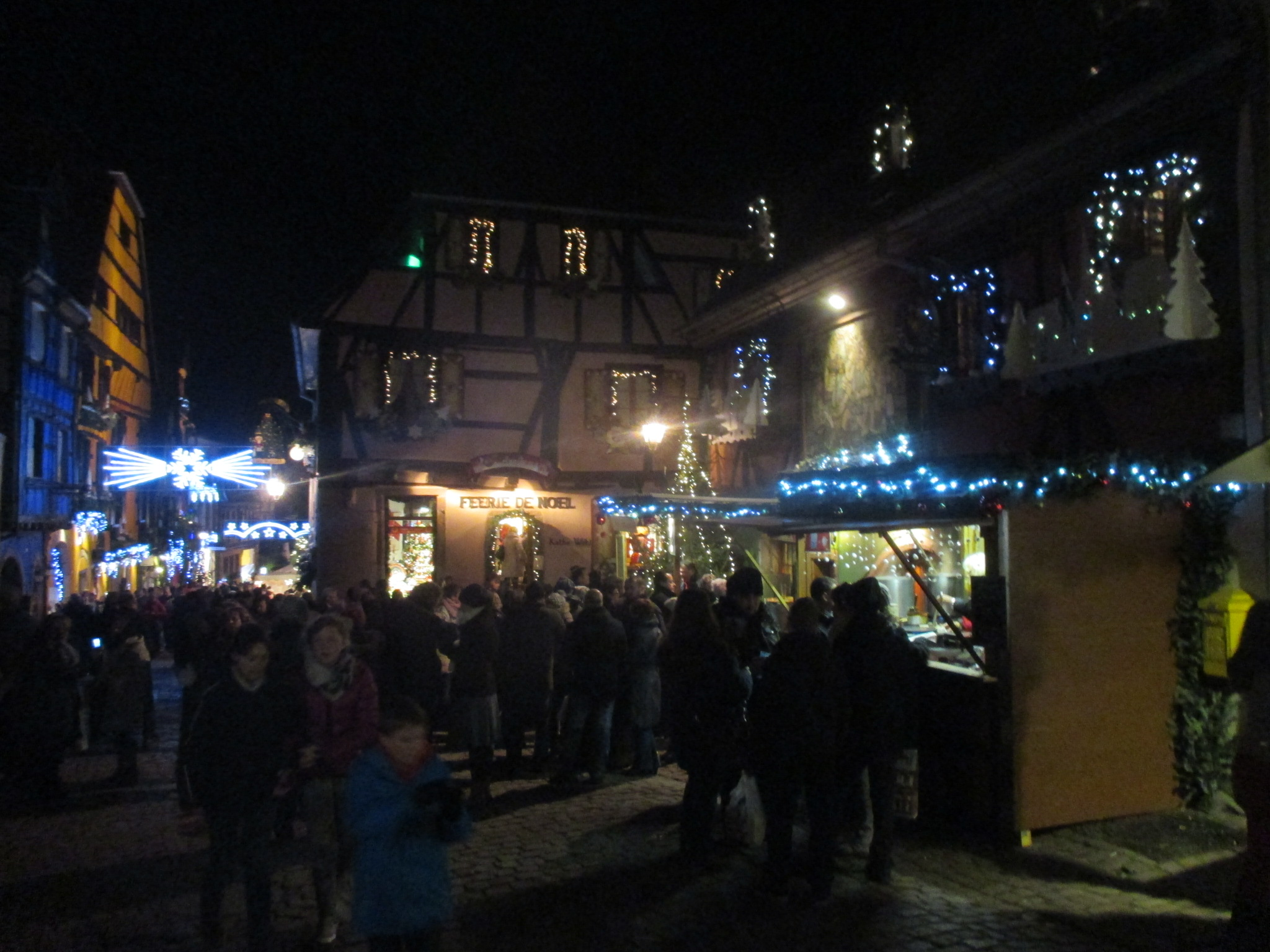
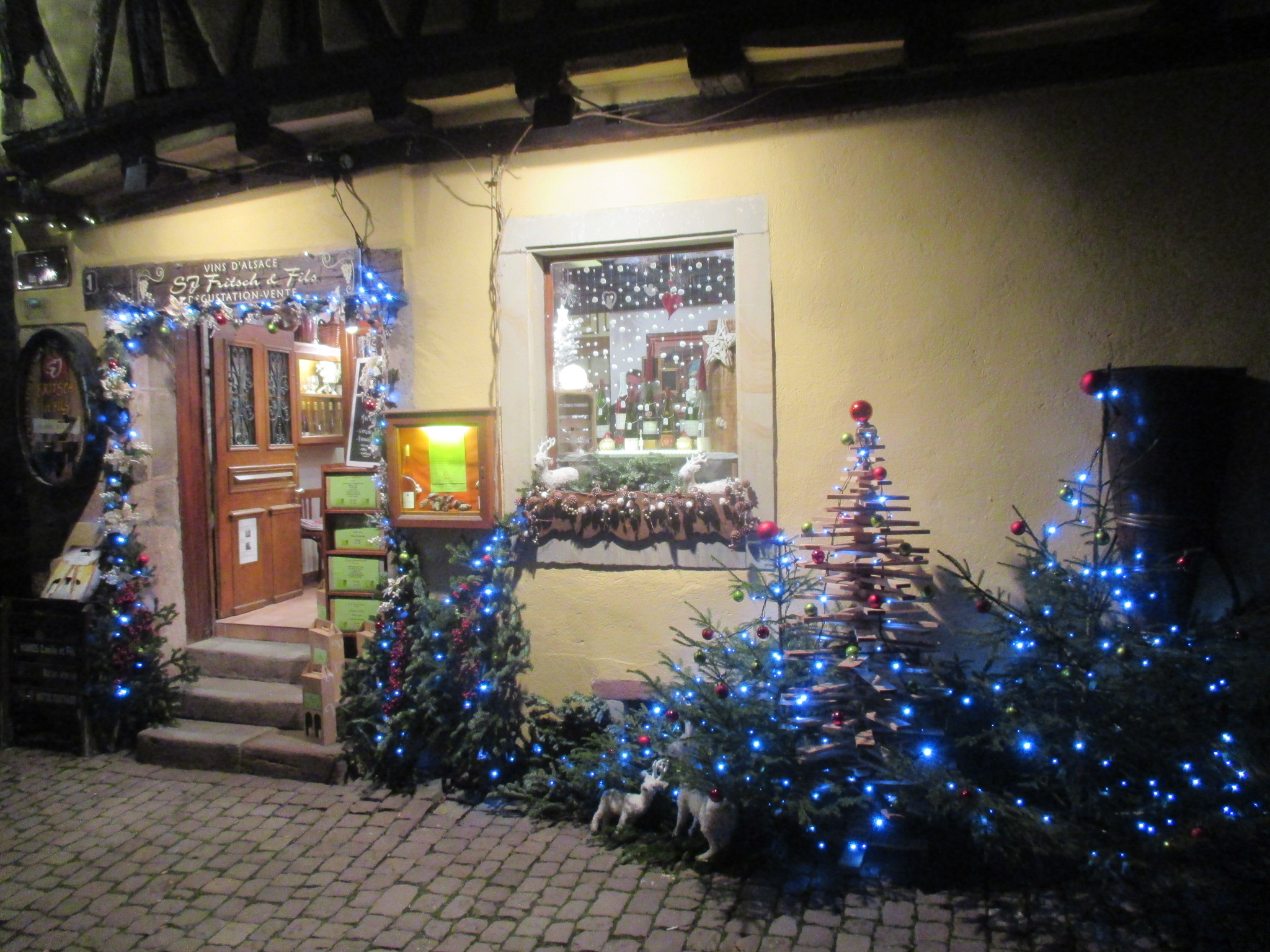

Le centre du village est décoré et illuminés dans l'esprit de Noël, et propose aux nombreux visiteurs de nombreuses boutiques, chalets / échoppes avec des articles d'artisanat d'art, des décorations de Noël, des articles et idées de cadeau de Noël... 

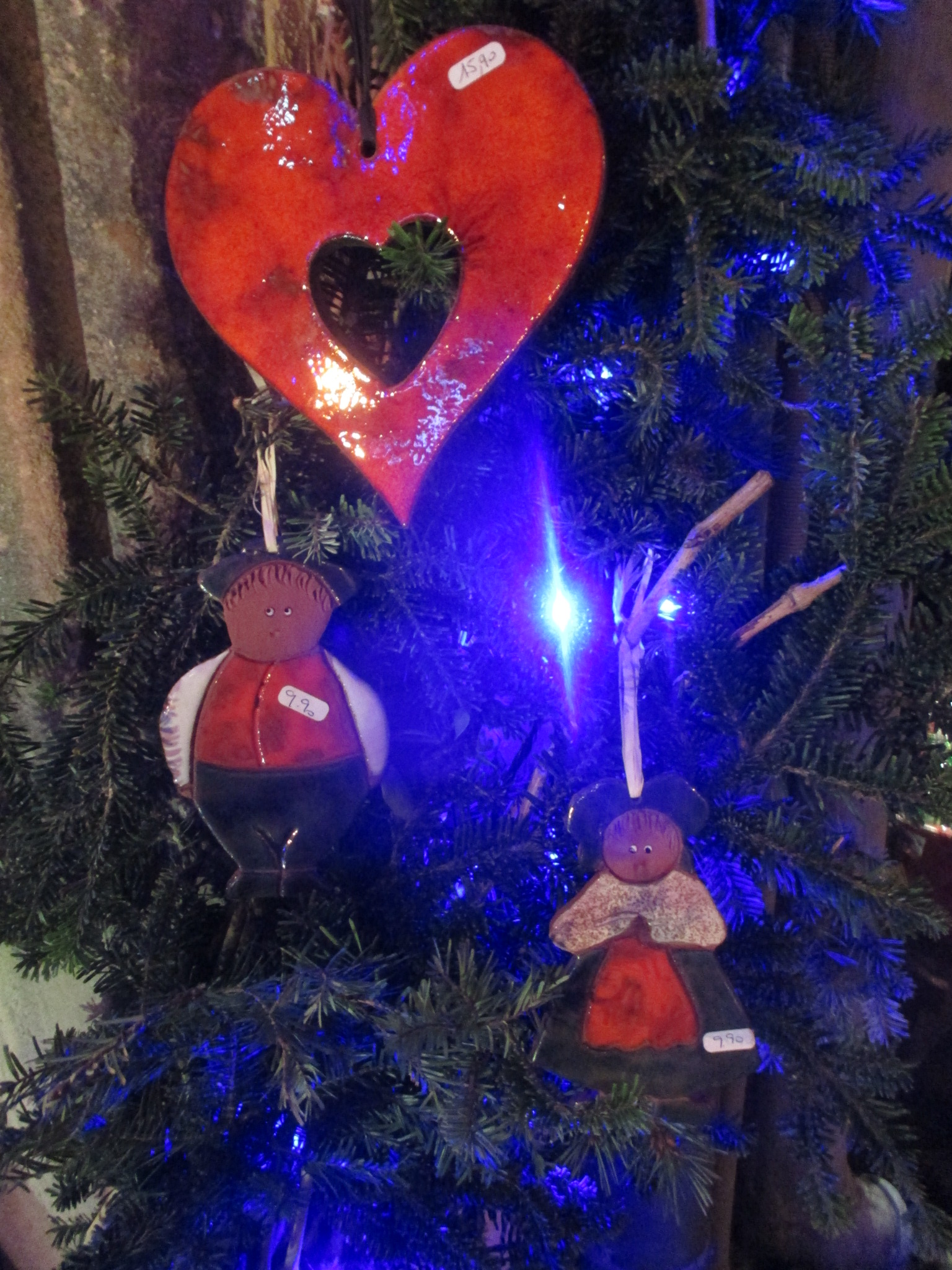
Figurines
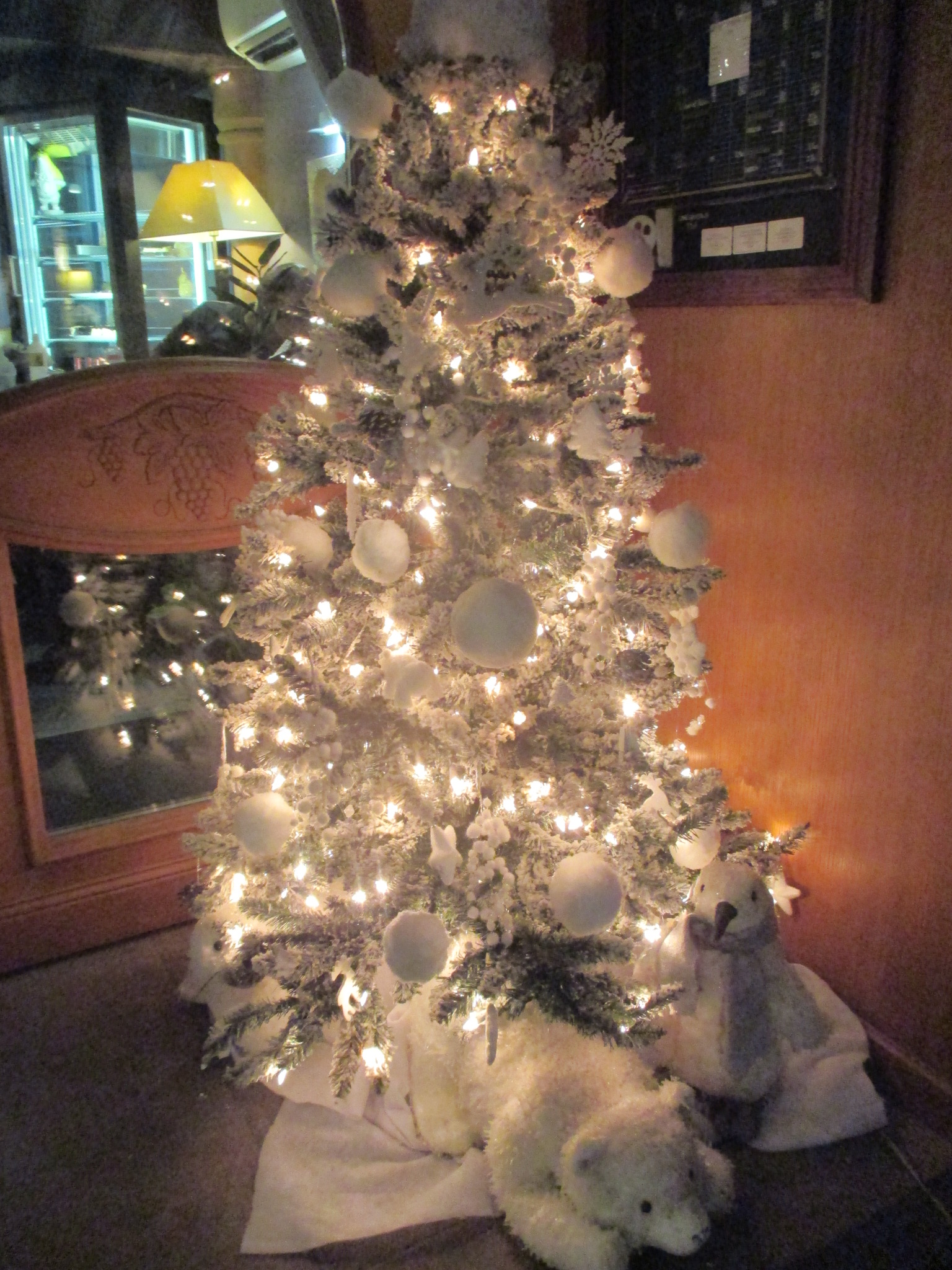
Sapin de Noël
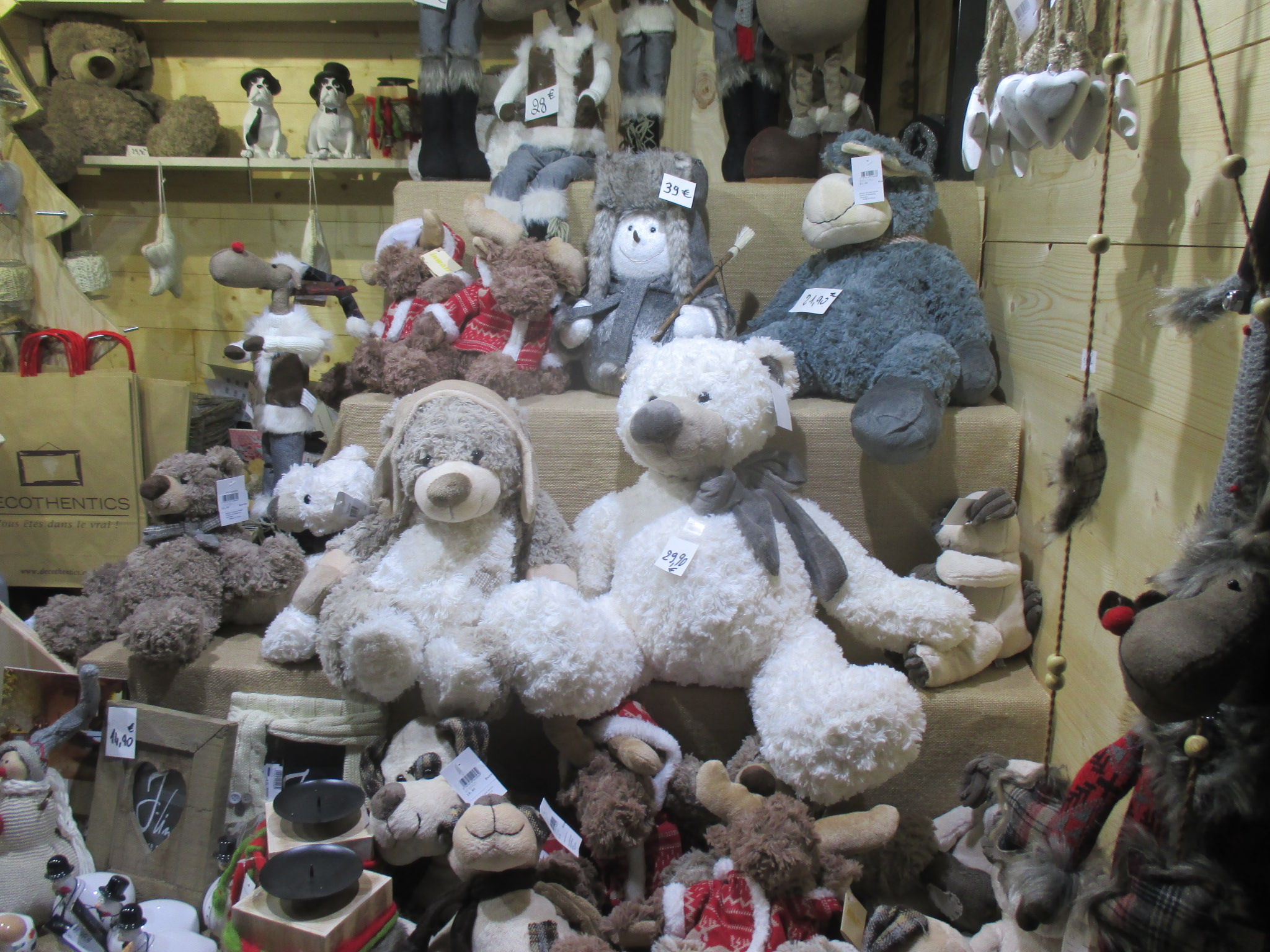
Ours en peluche
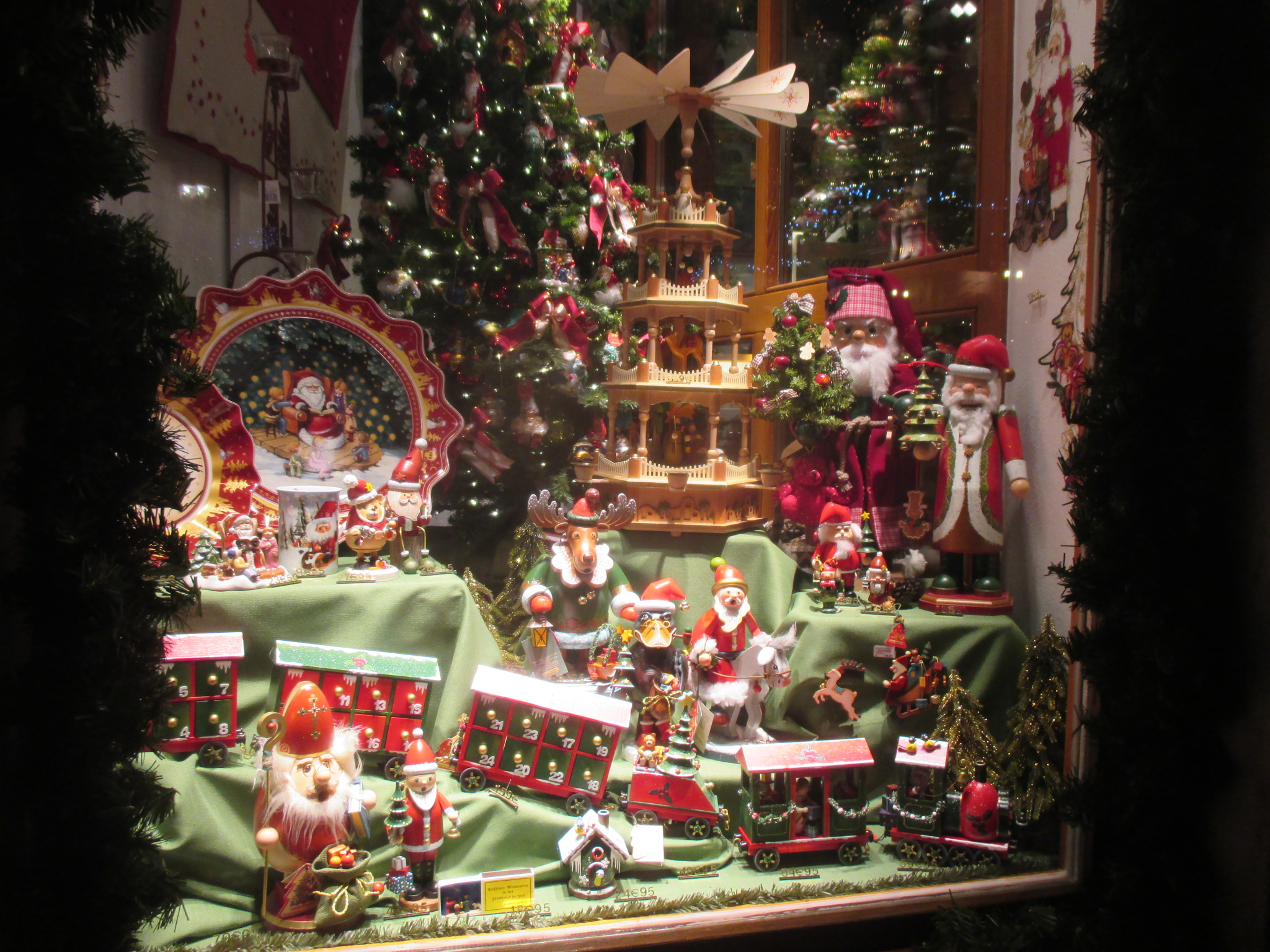
Jouets en bois
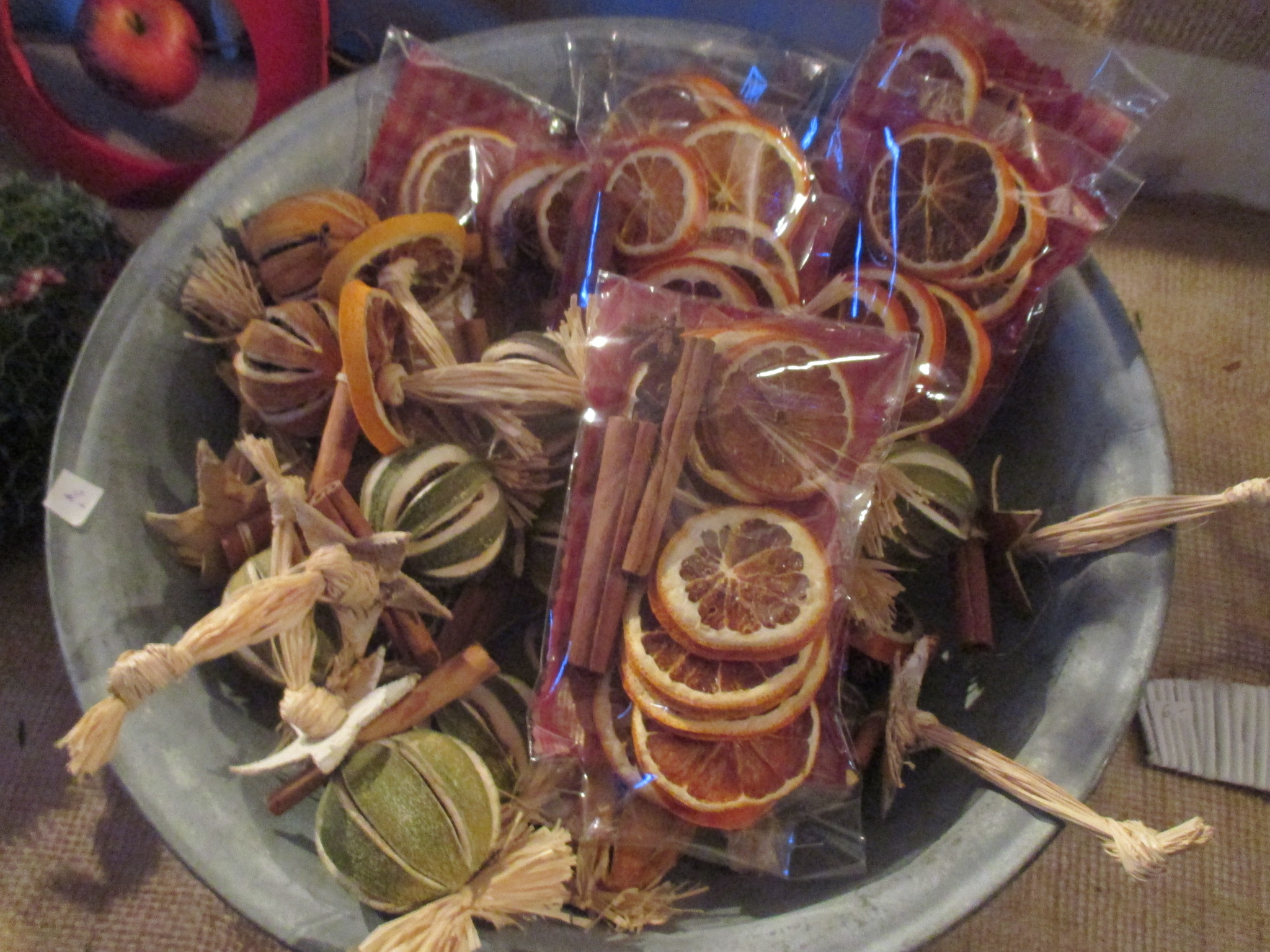
Fruits séchés
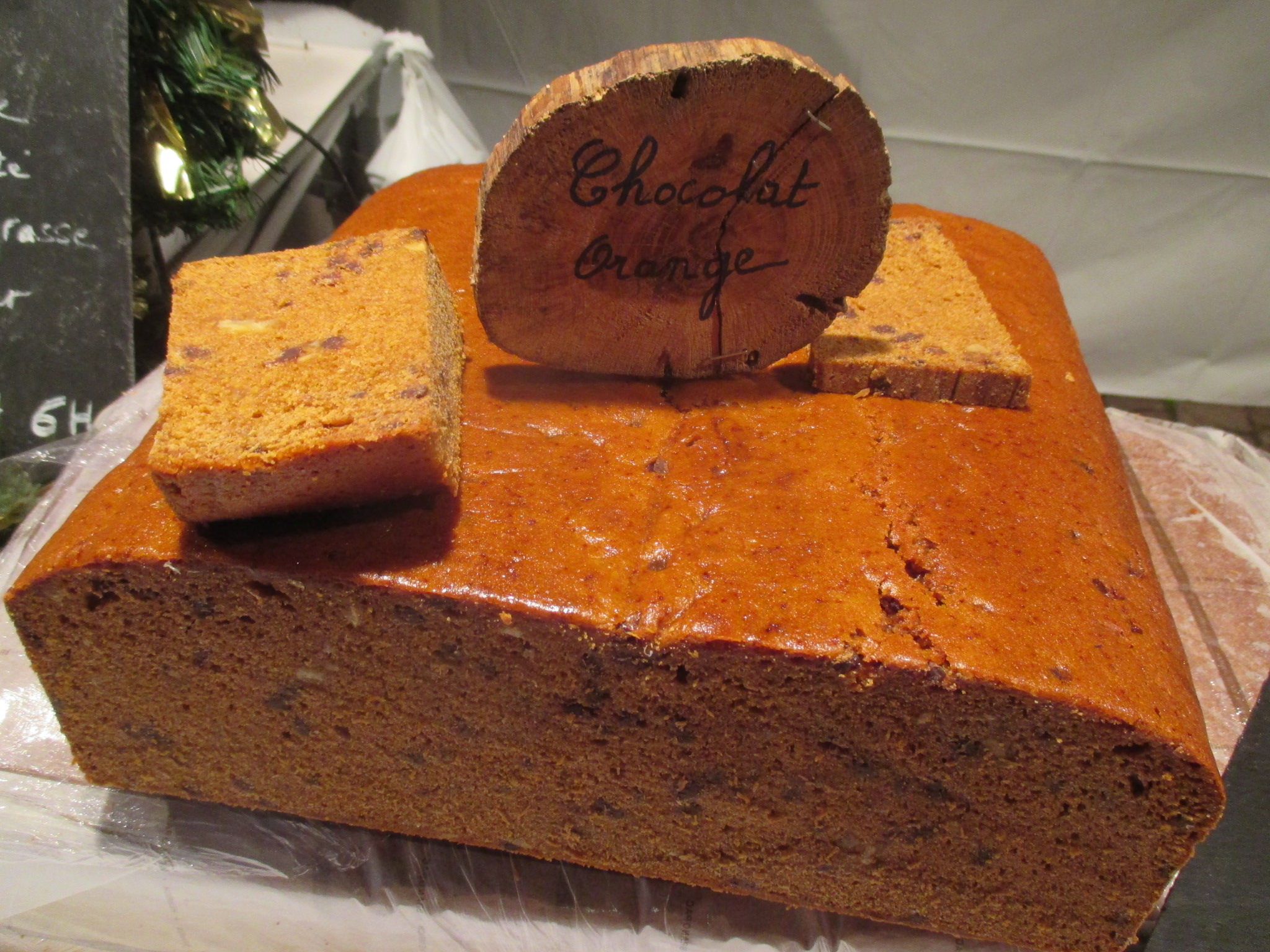
Pain d'épices
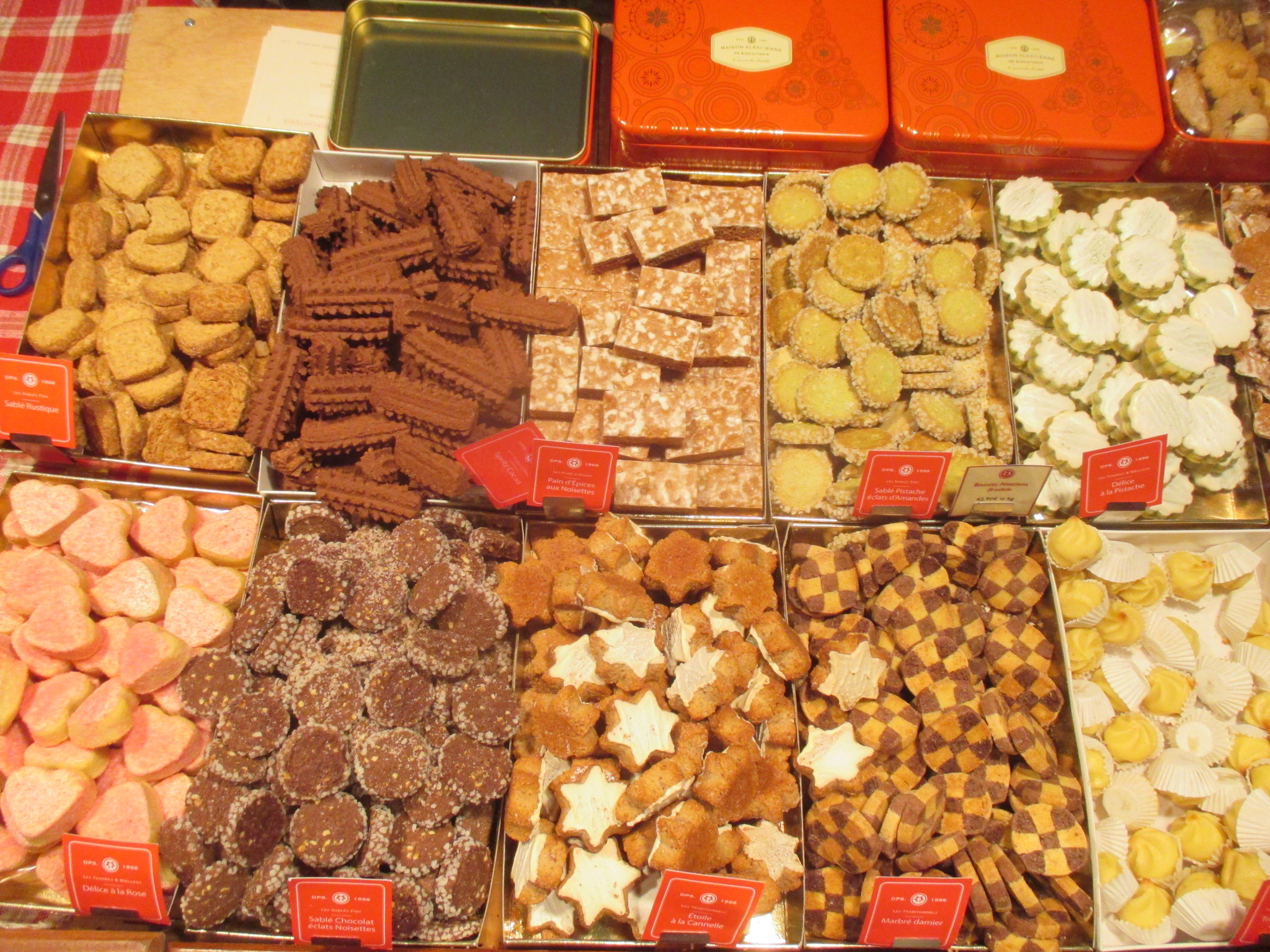
Bredeles
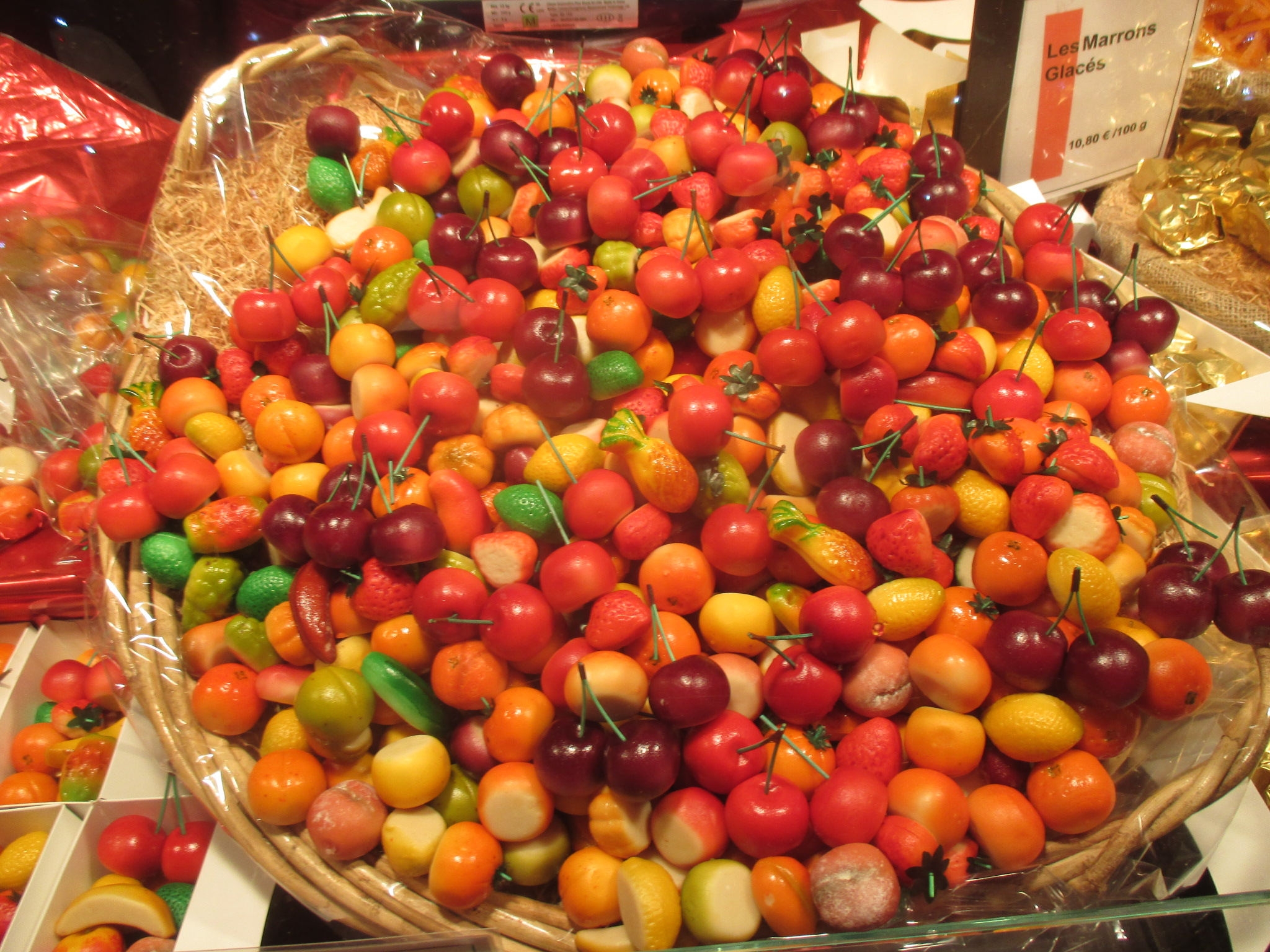
Pâte d'amandes
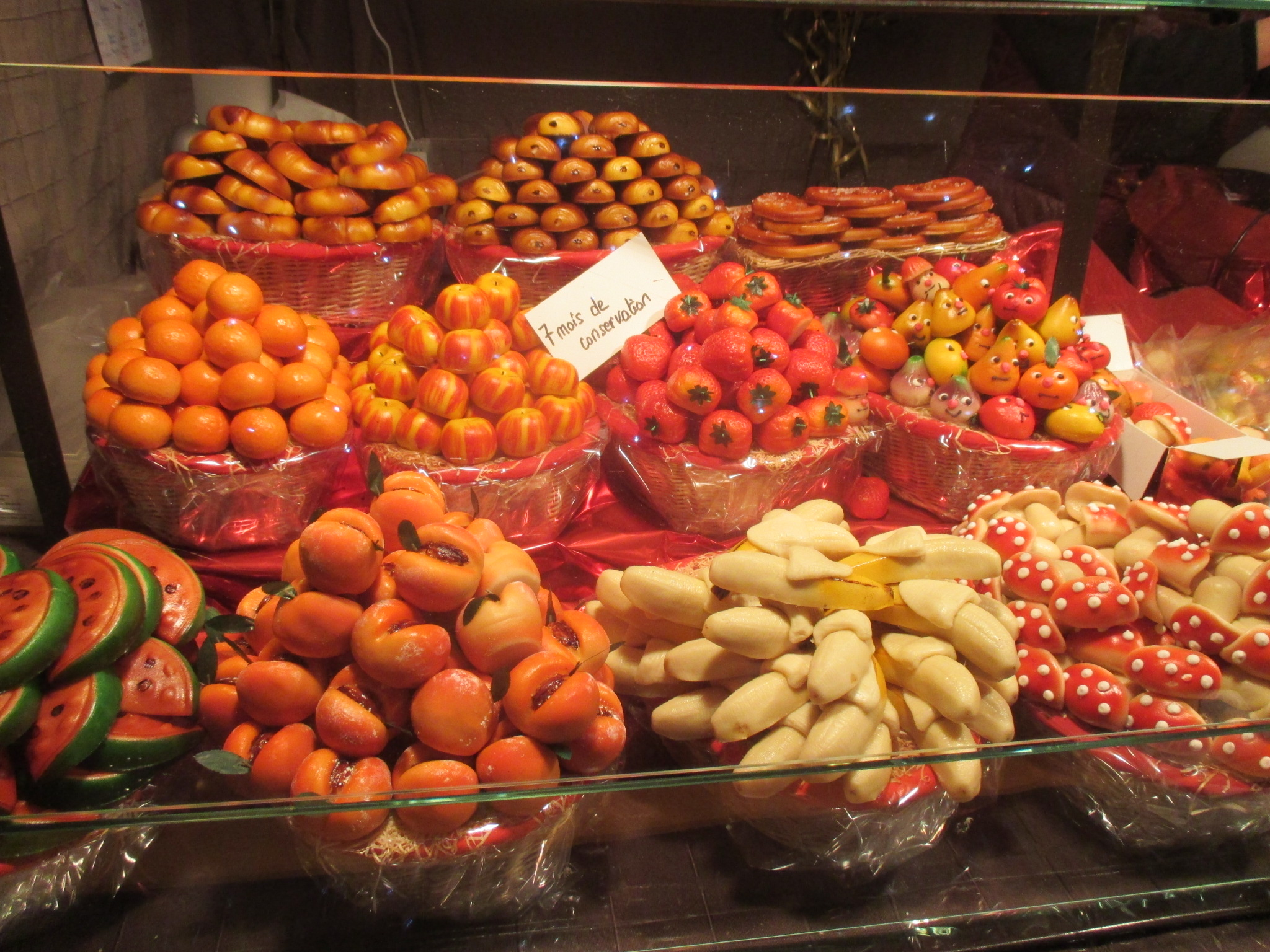
Pâte d'amandes
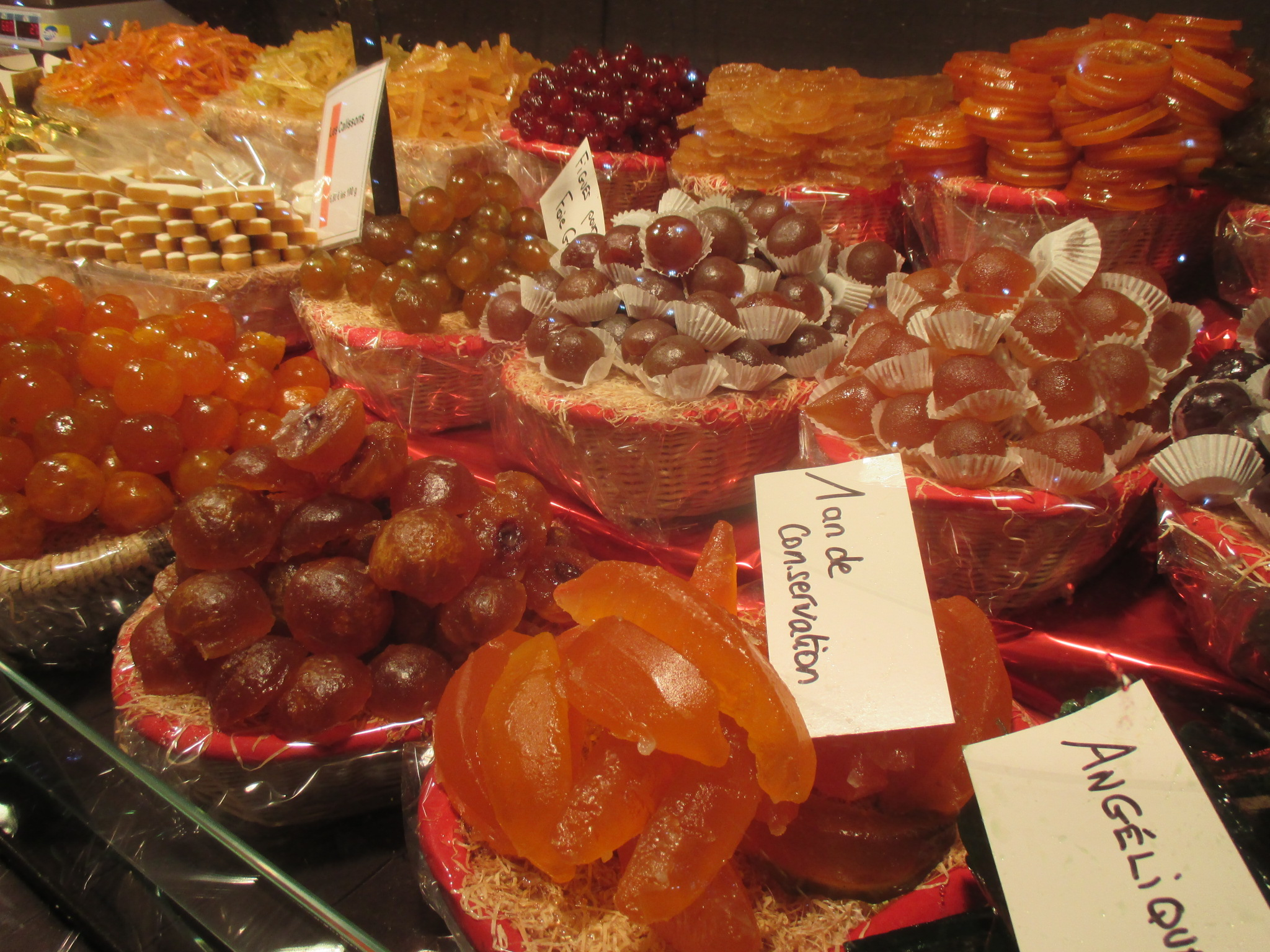
Fruit confit
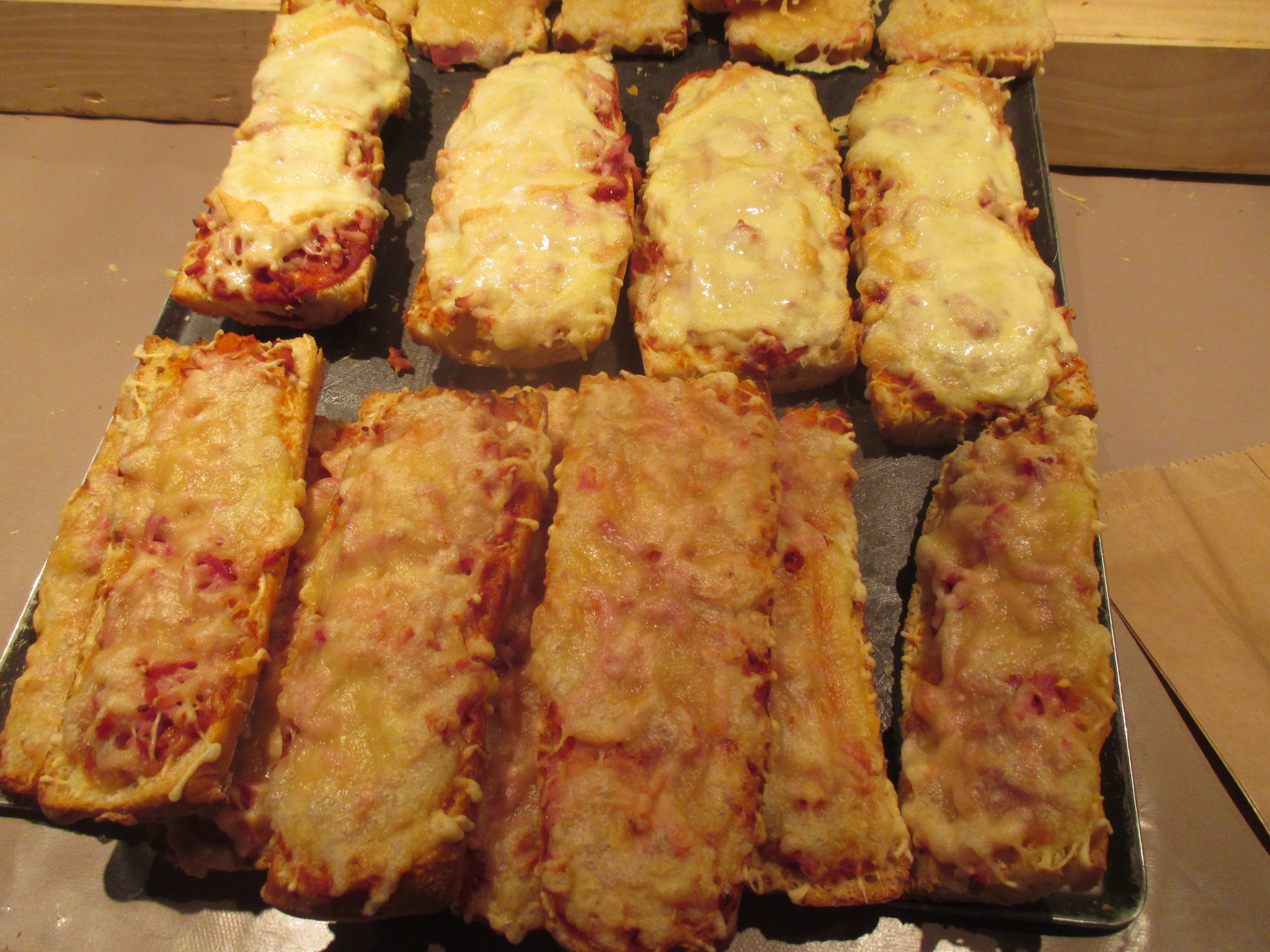
Tartines alsaciennes
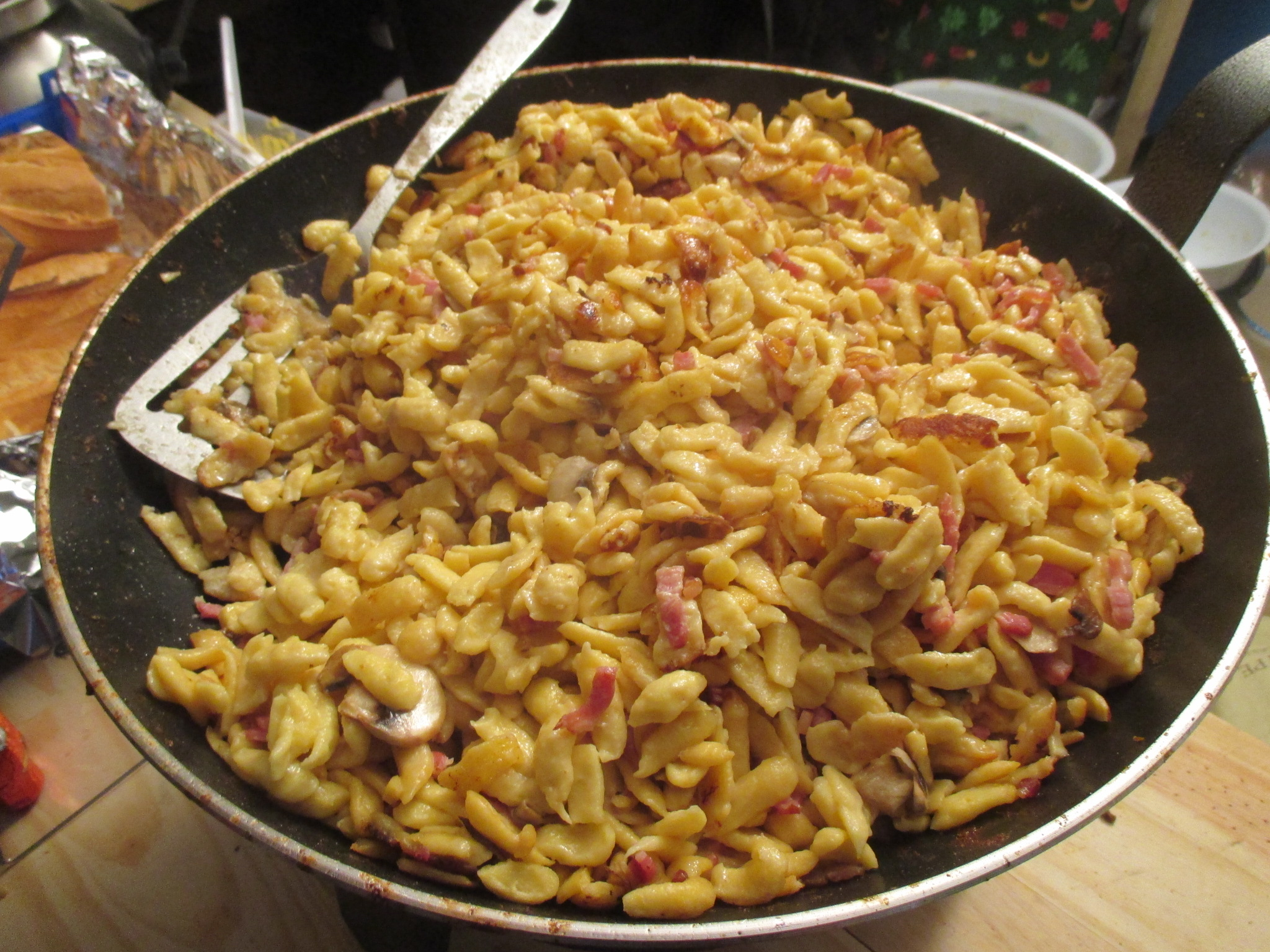
Spätzle aux lardons et champignons
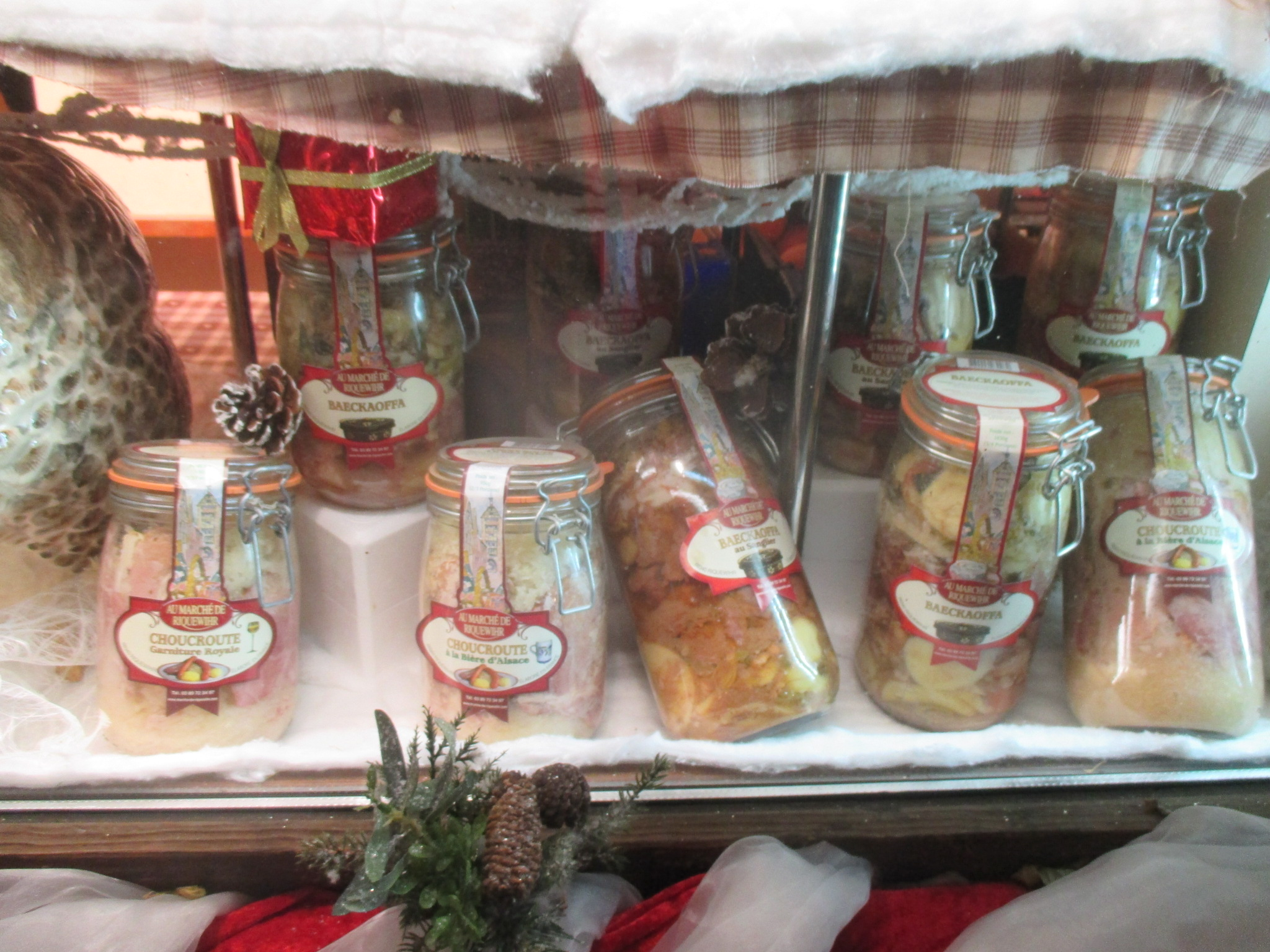
Choucroute et baeckeoffe

Il propose également de quoi se restaurer avec ses nombreux restaurants alsaciens et boutiques de viticulteurs locaux, produits de la gastronomie régionale traditionnelle, bretzel, bredele, mannele, beerawecka (pain de fruit), tartines, vin chaud, cannelle, gâteaux, pain d'épices, confiseries, Pâte d'amandes, fruit confit ... 